# چک بانکی
چک بانکی نوعی چک است که یک بانک به عهده خود صادر می‌کند.
ماهیت و نحوه صدور این سند تجارتی با تعریف واقعی چک منطبق نیست چون صادرکنندهٔ چک و پرداخت‌کنندهٔ وجهِ چک شخص واحدی هستند، با این حال قوانین مربوط به چک جز در موارد استثنائی بر چک‌های بانکی نیز حکومت دارند.
از آنجا که متعهد ِ پرداخت ِ این نوع چک یک بانک است، تمایل اشخاص برای پذیرش آن بسیار بیشتر از دیگر انواع چک است.
تفاوت چک بانکی با سفتهِ عندالمطالبه در این است که صادرکنندهٔ سفتهٔ عندالمطالبه تعهد می‌کند که هرگاه دارندهٔ سفته وجهِ آن را مطالبه کرد، فوراً آن را بپردازد. ولی پیام صادرکننده چک بانکی این است که بانک وجهِ دارندهٔ چک را نگهداری می‌کند و به محضِ درخواست آن را به او می‌پردازد. در واقع دارنده چک به راستگویی بانک در مورد نگهداری پول اعتماد می‌کند. صدور چک بانکی می‌تواند به افزایش قدرت پرداخت بازرگانان و رفع کمبود پولی کشور کمک کند به شرطی که بانک قبلاً معادل مبلغ چک را از حسابِ شخص مسدود کند. اما در صورتی که بانک رأساً بجای اسکناس به صدور چک مبادرت ورزد نه تنها کمکی به رفع مضیقه پولی کشور نمی‌شود بلکه به افزایش تورم نیز منجر می‌شود.

## انواع چک
چک تضمین : به چکی اطلاق می‌شود که به‌منظور تأمین مالی و تضمین انجام تعهدات یا پرداخت بدهی‌ها صادر می‌شود. این چک معمولاً در مواردی صادر می‌شود که طرفین یک معامله برای اطمینان از اجرای تعهدات خود، از چک به‌عنوان یک ابزار مالی استفاده می‌کنند. در واقع، چک تضمین نمایانگر یک تعهد مالی است که در صورت عدم انجام تعهد، می‌تواند منجر به دعاوی حقوقی گردد.
چک مسافرتی : مهم‌ترین نوع چک بانکی است با این ویژگی که وجه آن را همهٔ شعبِ بانکِ صادرکننده می‌پردازند. نوع دیگر چک بانکی فقط قابل پرداخت در شعبه معینی است و مبلغ آن در هنگام صدور بر روی آن نوشته می‌شود. قانون صدور چک ایران، این نوع چک را «چک تضمین‌شده» نامیده‌است.